# Chimigraf
Chimigraf es una empresa multinacional de origen español dedicada a la producción de tintas para flexografía, huecograbado, sistemas digitales, ink-jet y serigrafía. Tiene tecnología propia en la elaboración de tintas para ink-jet. Tiene presencia en más de 40 países de todo el mundo.

## Historia
Fue fundada en el año 1970 en el municipio del Hospitalet de Llobregat por Orazio Samoggia, conocido empresario italiano del sector gráfico.
Desde 1970 hasta 1980 la empresa fue creciendo hasta ocupar una relevante posición en el sector de las tintas flexográficas poliamídicas.
En 1986, seis años después de haber trasladado sus instalaciones al municipio de Rubí (Barcelona), la compañía incrementó fuertemente su posición en el mercado, creando una nueva fábrica para la producción de Dispersiones Pigmentarias Sólidas (chips) y más tarde, una sección especial, dedicada al creciente mercado de las tintas flexográficas al agua.
Chimigraf se introdujo en otros mercados como el de Francia, América del Sur, Norte de África y este de Europa.
En el año 1985 se inauguró la fábrica de Valencia y la de Madrid.
En el año 2000 entró en el mercado de las tintas digitales, creando una nueva estructura para la fabricación de tintas ink-jet.
Chimigraf Ibérica tiene tecnología propia en el campo de las tintas ink-jet. D.O.D. solventarías, al aceite, o de curado UV.
Colaboración y participación como expositor en la 1ª Feria MINIMIZAR organizada por el Observatorio de Medio Ambiente, el objetivo de esta feria es promocionar tecnologías, productos y procesos que reduzcan los residuos.

## Premios
- 2006 - Oscar del Embalaje[6] - Las tintas líquidas de la serie Omniflex con base solvente de Chimigraf obtuvieron la certificación de compostabilidad-biodegradabilidad, y por la utilización de estos materiales se otorgó este Oscar a Saint André Plastique como fabricantes del embalaje y a Chimigraf por el uso de sus tintas.

- 2007 HP Platinum Winner -Manufacturing-[7]

- 2010 -  Recibe el premio de la Cámara de Comercio de Terrassa,[8] Chimigraf Ibérica S.L. obtuvo el premio por uno de los mejores proyectos de internacionalización, una categoría que forma parte de la génesis de estos premios.

- 2010 - Patrocinador de "El concurso Nacional de Flexografía en España" de Hispack 2010[9]

## Certificados
- 2001 ISO 9001:2008[10]
- 2006 Certificado OK Compost[11] a Chimigraf Francia (para soportes compostables, según norma EN 13432)